# Soirans
Soirans ist eine französische Gemeinde mit 498 Einwohnern (Stand: 1. Januar 2022) im Département Côte-d’Or in der Region Bourgogne-Franche-Comté (vor 2016 Bourgogne). Sie gehört zum Arrondissement Dijon und zum Kanton Auxonne.

## Geographie
Soirans liegt etwa 25 Kilometer ostsüdöstlich von Dijon am Flüsschen Arnison. Umgeben wird Soirans von den Nachbargemeinden Collonges-lès-Premières im Norden, Villers-les-Pots im Osten, Tréclun im Süden und Südosten sowie Pluvet im Westen und Südwesten.
Durch die Gemeinde führt die Autoroute A39.

## Siehe auch

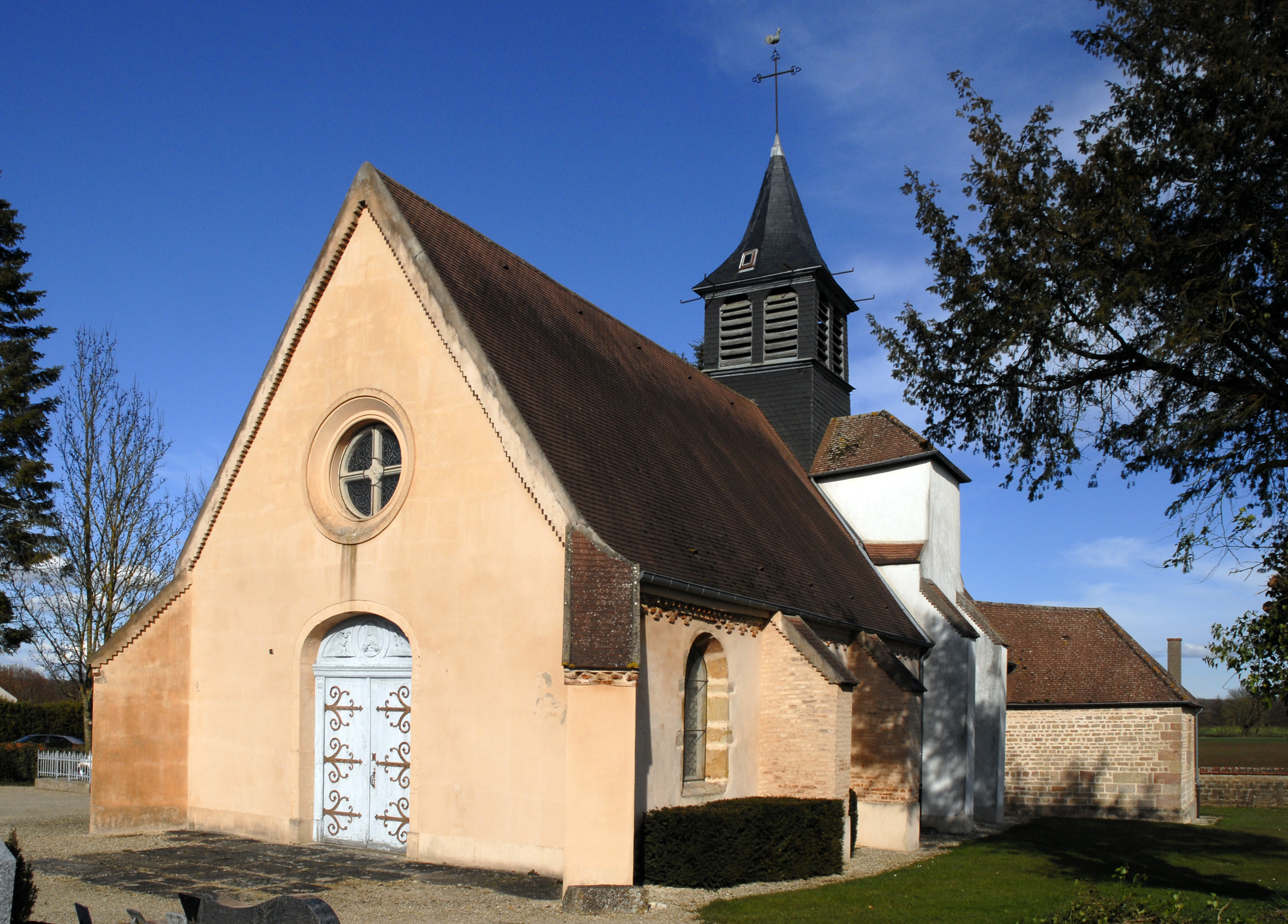
Kirche Saint-Vincent

## Bevölkerungsentwicklung
| Jahr                       | 1962 | 1968 | 1975 | 1982 | 1990 | 1999 | 2006 | 2013 | 2019 |
| Einwohner                  | 113  | 114  | 118  | 234  | 330  | 361  | 446  | 459  | 497  |
| Quellen: Cassini und INSEE |      |      |      |      |      |      |      |      |      |